# Atletismo nos Jogos Pan-Americanos de 2015
As competições de atletismo nos Jogos Pan-Americanos de 2015 foram realizadas em Toronto, entre 19 e 26 de julho. Vinte e quatro eventos masculinos e vinte e três femininos foram disputados, seguindo o mesmo programa dos Jogos Olímpicos de Verão de 2016. Todas as provas se realizaram no Estádio CIBC de Atletismo Pan e Parapan-Americano com exceção da maratona e da marcha atlética que foram realizadas nas ruas vizinhas ao Ontario Place.

## Calendário
| Julho     | 7 | 8 | 9 | 10 | 11 | 12 | 13 | 14 | 15 | 16 | 17 | 18 | 19 | 20 | 21 | 22 | 23 | 24 | 25 | 26 |
| --------- | - | - | - | -- | -- | -- | -- | -- | -- | -- | -- | -- | -- | -- | -- | -- | -- | -- | -- | -- |
| Atletismo |   |   |   |    |    |    |    |    |    |    |    | 1  | 2  |    | 9  | 8  | 8  | 10 | 8  | 1  |

|  | Dia de competição |  | Dia de final |

## Medalhistas
Masculino
| Evento                              | Ouro                                                                            | Ouro     | Prata                                                                                       | Prata    | Bronze                                                                                     | Bronze        |
| ----------------------------------- | ------------------------------------------------------------------------------- | -------- | ------------------------------------------------------------------------------------------- | -------- | ------------------------------------------------------------------------------------------ | ------------- |
| 100 metros detalhes                 | Andre De Grasse CAN Canadá                                                      | 10.05    | Ramon Gittens BAR Barbados                                                                  | 10.07    | Antoine Adams SKN São Cristóvão e Neves                                                    | 10.09         |
| 200 metros detalhes                 | Andre De Grasse CAN Canadá                                                      | 19.88    | Rasheed Dwyer JAM Jamaica                                                                   | 19.90    | Alonso Edward PAN Panamá                                                                   | 19.90         |
| 400 metros detalhes                 | Luguelín Santos DOM República Dominicana                                        | 44.56    | Machel Cedenio TTO Trinidad e Tobago                                                        | 44.70    | Kyle Clemons USA Estados Unidos                                                            | 44.84         |
| 800 metros detalhes                 | Clayton Murphy USA Estados Unidos                                               | 1:47.19  | Rafith Rodríguez COL Colômbia                                                               | 1:47.23  | Ryan Martin USA Estados Unidos                                                             | 1:47.73       |
| 1500 metros detalhes                | Andrew Wheating USA Estados Unidos                                              | 3:41.41  | Nathan Brannen CAN Canadá                                                                   | 3:41.66  | Charles Philibert-Thiboutot CAN Canadá                                                     | 3:41.79       |
| 5000 metros detalhes                | Juan Luis Barrios MEX México                                                    | 13:46.47 | David Torrence USA Estados Unidos                                                           | 13:46.60 | Víctor Aravena CHI Chile                                                                   | 13:46.94      |
| 10000 metros detalhes               | Mohammed Ahmed CAN Canadá                                                       | 28:49.96 | Aron Rono USA Estados Unidos                                                                | 28:50.83 | Juan Luis Barrios MEX México                                                               | 28:51.57      |
| 4x100 metros detalhes               | BeeJay Lee Wallace Spearmon Kendal Williams Remontay McClain USA Estados Unidos | 38.27    | Gustavo dos Santos Vitor Hugo dos Santos Bruno de Barros Aldemir da Silva Junior BRA Brasil | 38.68    | Rondel Sorrillo Keston Bledman Emmanuel Callender Dan-Neil Telesford TTO Trinidad e Tobago | 38.69         |
| 4x400 metros detalhes               | Renny Quow Jarrin Solomon Emanuel Mayers Machel Cedenio TTO Trinidad e Tobago   | 2:59.60  | Kyle Clemons James Harris Marcus Chambers Kerron Clement USA Estados Unidos                 | 3:00.21  | Latoy Williams Michael Mathieu Alonzo Russell Jeffery Gibson BAH Bahamas                   | 3:00.34       |
| 110 metros com barreiras detalhes   | David Oliver USA Estados Unidos                                                 | 13.07    | Mikel Thomas TTO Trinidad e Tobago                                                          | 13.17    | Shane Brathwaite BAR Barbados                                                              | 13.21         |
| 400 metros com barreiras detalhes   | Jeffery Gibson BAH Bahamas                                                      | 48.51    | Javier Culson PUR Porto Rico                                                                | 48.67    | Roxroy Cato JAM Jamaica                                                                    | 48.72         |
| 3000 metros com obstáculos detalhes | Matt Hughes CAN Canadá                                                          | 8:32.18  | Alexandre Genest CAN Canadá                                                                 | 8:33.83  | Cory Leslie USA Estados Unidos                                                             | 8:36.83       |
| 20 km marcha atlética detalhes      | Evan Dunfee CAN Canadá                                                          | 1:23:04  | Iñaki Gomez CAN Canadá                                                                      | 1:24:25  | Caio Bonfim BRA Brasil                                                                     | 1:24:43       |
| 50 km marcha atlética detalhes      | Andrés Chocho ECU Equador                                                       | 3:50:13  | Erick Barrondo GUA Guatemala                                                                | 3:55:57  | Horacio Nava MEX México                                                                    | 3:57:28       |
| Maratona detalhes                   | Richer Pérez CUB Cuba                                                           | 2:17:04  | Raúl Pacheco PER Peru                                                                       | 2:17:13  | Mariano Mastromarino ARG Argentina                                                         | 2:17:45       |
| Salto em distância detalhes         | Jeffery Henderson USA Estados Unidos                                            | 8.54 m   | Marquise Goodwin USA Estados Unidos                                                         | 8.27 m   | Emiliano Lasa URU Uruguai                                                                  | 8.17 m        |
| Salto triplo detalhes               | Pedro Pablo Pichardo CUB Cuba                                                   | 17.54 m  | Leevan Sands BAH Bahamas                                                                    | 16.99 m  | Ernesto Revé CUB Cuba                                                                      | 16.94 m       |
| Salto em altura detalhes            | Derek Drouin CAN Canadá                                                         | 2.37 m   | Mike Mason CAN Canadá                                                                       | 2.31 m   | Donald Thomas BAH Bahamas                                                                  | 2.28 m        |
| Salto com vara detalhes             | Shawnacy Barber CAN Canadá                                                      | 5.80 m = | Germán Chiaraviglio ARG Argentina                                                           | 5.75 m   | Jake Blankenship USA Estados Unidos Mark Hollis USA Estados Unidos                         | 5.40 m 5.40 m |
| Arremesso de peso detalhes          | O'Dayne Richards JAM Jamaica                                                    | 21.69 m  | Timothy Nedow CAN Canadá                                                                    | 20.53 m  | Germán Lauro ARG Argentina                                                                 | 20.24 m       |
| Lançamento de disco detalhes        | Fedrick Dacres JAM Jamaica                                                      | 64.80 m  | Ronald Julião BRA Brasil                                                                    | 64.65 m  | Russ Winger USA Estados Unidos                                                             | 62.64 m       |
| Lançamento de dardo detalhes        | Keshorn Walcott TTO Trinidad e Tobago                                           | 83.27 m  | Riley Dolezal USA Estados Unidos                                                            | 81.62 m  | Júlio César de Oliveira BRA Brasil                                                         | 80.94 m       |
| Lançamento de martelo detalhes      | Kibwé Johnson USA Estados Unidos                                                | 75.46 m  | Roberto Janet CUB Cuba                                                                      | 74.78 m  | Conor McCullough USA Estados Unidos                                                        | 73.74 m       |
| Decatlo detalhes                    | Damian Warner CAN Canadá                                                        | 8659 pts | Kurt Felix GRN Granada                                                                      | 8269 pts | Luiz Alberto de Araújo BRA Brasil                                                          | 8179          |

Feminino
| Evento                              | Ouro                                                                               | Ouro     | Prata                                                                              | Prata    | Bronze                                                                         | Bronze   |
| ----------------------------------- | ---------------------------------------------------------------------------------- | -------- | ---------------------------------------------------------------------------------- | -------- | ------------------------------------------------------------------------------ | -------- |
| 100 metros detalhes                 | Sherone Simpson JAM Jamaica                                                        | 10.95    | Ángela Tenorio ECU Equador                                                         | 10.99    | Barbara Pierre USA Estados Unidos                                              | 11.01    |
| 200 metros detalhes                 | Kaylin Whitney USA Estados Unidos                                                  | 22.65    | Kyra Jefferson USA Estados Unidos                                                  | 22.72    | Simone Facey JAM Jamaica                                                       | 22.74    |
| 400 metros detalhes                 | Kendall Baisden USA Estados Unidos                                                 | 51.27    | Shakima Wimbley USA Estados Unidos                                                 | 51.36    | Kineke Alexander VIN São Vicente e Granadinas                                  | 51.50    |
| 800 metros detalhes                 | Melissa Bishop CAN Canadá                                                          | 1:59.62  | Alysia Montaño USA Estados Unidos                                                  | 1:59.76  | Flávia de Lima BRA Brasil                                                      | 2:00.40  |
| 1500 metros detalhes                | Muriel Coneo COL Colômbia                                                          | 4:09.05  | Nicole Sifuentes CAN Canadá                                                        | 4:09.13  | Sasha Gollish CAN Canadá                                                       | 4:10.11  |
| 5000 metros detalhes                | Juliana dos Santos BRA Brasil                                                      | 15:45.97 | Brenda Flores MEX México                                                           | 15:47.19 | Kellyn Taylor USA Estados Unidos                                               | 15:52.78 |
| 10000 metros detalhes               | Brenda Flores MEX México                                                           | 32:41.33 | Desiree Davila USA Estados Unidos                                                  | 32:43.99 | Lanni Marchant CAN Canadá                                                      | 32:46.03 |
| 4x100 metros detalhes               | Barbara Pierre Lakeisha Lawson Morolake Akinosun Kaylin Whitney USA Estados Unidos | 42.58    | Samantha Henry-Robinson Kerron Stewart Schillonie Calvert Simone Facey JAM Jamaica | 42.68    | Crystal Emmanuel Kimberly Hyacinthe Jellisa Westney Khamica Bingham CAN Canadá | 43.00    |
| 4x400 metros detalhes               | Shamier Little Kyra Jefferson Shakima Wimbley Kendall Baisden USA Estados Unidos   | 3:25.68  | Anastasia Le-Roy Verone Chambers Chrisann Gordon Bobbygaye Wilkins JAM Jamaica     | 3:27.27  | Brianne Theisen-Eaton Taylor Sharpe Sage Watson Sarah Wells CAN Canadá         | 3:27.74  |
| 100 metros com barreiras detalhes   | Queen Harrison USA Estados Unidos                                                  | 12.52    | Tenaya Jones USA Estados Unidos                                                    | 12.84    | Nikkita Holder CAN Canadá                                                      | 12.85    |
| 400 metros com barreiras detalhes   | Shamier Little USA Estados Unidos                                                  | 55.50    | Sarah Wells CAN Canadá                                                             | 56.17    | Déborah Rodríguez URU Uruguai                                                  | 56.41    |
| 3000 metros com obstáculos detalhes | Ashley Higginson USA Estados Unidos                                                | 9:48.12  | Shalaya Kipp USA Estados Unidos                                                    | 9:49.96  | Geneviève Lalonde CAN Canadá                                                   | 9:53.03  |
| 20km marcha atlética detalhes       | María González MEX México                                                          | 1:29:24  | Érica de Sena BRA Brasil                                                           | 1:30:03  | Paola Pérez ECU Equador                                                        | 1:31:53  |
| Maratona detalhes                   | Adriana Aparecida da Silva BRA Brasil                                              | 2:35:40  | Lindsay Flanagan USA Estados Unidos                                                | 2:36:30  | Rachel Hannah CAN Canadá                                                       | 2:41:06  |
| Salto em distância detalhes         | Christabel Nettey CAN Canadá                                                       | 6.90 m   | Bianca Stuart BAH Bahamas                                                          | 6.69 m   | Sha'Keela Saunders USA Estados Unidos                                          | 6.66 m   |
| Salto triplo detalhes               | Caterine Ibargüen COL Colômbia                                                     | 15.08 m  | Keila Costa BRA Brasil                                                             | 14.50 m  | Yosiry Urrutia COL Colômbia                                                    | 14.38 m  |
| Salto em altura detalhes            | Levern Spencer LCA Santa Lúcia                                                     | 1.94 m   | Priscilla Frederick ANT Antígua e Barbuda                                          | 1.91 m   | Akela Jones BAR Barbados                                                       | 1.91 m   |
| Salto com vara detalhes             | Yarisley Silva CUB Cuba                                                            | 4.85 m   | Fabiana Murer BRA Brasil                                                           | 4.80 m   | Jennifer Suhr USA Estados Unidos                                               | 4.70 m   |
| Arremesso de peso detalhes          | Cleopatra Borel TTO Trinidad e Tobago                                              | 18.67 m  | Jillian Camarena-Williams USA Estados Unidos                                       | 18.65 m  | Natalia Ducó CHI Chile                                                         | 18.01 m  |
| Lançamento de disco detalhes        | Denia Caballero CUB Cuba                                                           | 65.39 m  | Yaime Pérez CUB Cuba                                                               | 64.99 m  | Gia Lewis-Smallwood USA Estados Unidos                                         | 61.26 m  |
| Lançamento de dardo detalhes        | Elizabeth Gleadle CAN Canadá                                                       | 62.83 m  | Kara Winger USA Estados Unidos                                                     | 61.44 m  | Jucilene de Lima BRA Brasil                                                    | 60.42 m  |
| Lançamento de martelo detalhes      | Rosa Rodríguez VEN Venezuela                                                       | 71.61 m  | Amber Campbell USA Estados Unidos                                                  | 71.22 m  | Sultana Frizell CAN Canadá                                                     | 69.51 m  |
| Heptatlo detalhes                   | Yorgelis Rodríguez CUB Cuba                                                        | 6332 pts | Heather Miller USA Estados Unidos                                                  | 6178 pts | Vanessa Spínola BRA Brasil                                                     | 6035 pts |

## Doping
Gladys Tejeda, do Peru, originalmente ganhou a medalha de ouro na maratona feminina, mas foi desclassificada em 8 de setembro de 2015 após o resultado de seu antidoping testar positivo para a substância furosemida. A medalha foi repassada para a brasileira Adriana Aparecida da Silva, a estadunidense Lindsay Flanagan herdou a medalha de prata e a canadense Rachel Hannah passou a ser a medalhista de bronze.

## Quadro de medalhas
| Ordem | País                         | Medalha de ouro | Medalha de prata | Medalha de bronze |     |
| ----- | ---------------------------- | --------------- | ---------------- | ----------------- | --- |
| 1     | USA Estados Unidos           | 13              | 16               | 12                | 41  |
| 2     | CAN Canadá                   | 11              | 7                | 9                 | 27  |
| 3     | CUB Cuba                     | 5               | 2                | 1                 | 8   |
| 4     | JAM Jamaica                  | 3               | 3                | 2                 | 8   |
| 5     | TTO Trinidad e Tobago        | 3               | 2                | 1                 | 6   |
| 6     | MEX México                   | 3               | 1                | 2                 | 6   |
| 8     | BRA Brasil                   | 2               | 5                | 6                 | 13  |
| 7     | COL Colômbia                 | 2               | 1                | 1                 | 4   |
| 9     | BAH Bahamas                  | 1               | 2                | 2                 | 5   |
| 10    | ECU Equador                  | 1               | 1                | 1                 | 3   |
| 11    | DOM República Dominicana     | 1               |                  |                   | 1   |
|       | LCA Santa Lúcia              | 1               |                  |                   | 1   |
|       | VEN Venezuela                | 1               |                  |                   | 1   |
| 14    | ARG Argentina                |                 | 1                | 2                 | 3   |
|       | BAR Barbados                 |                 | 1                | 2                 | 3   |
| 16    | ANT Antígua e Barbuda        |                 | 1                |                   | 1   |
|       | GRN Granada                  |                 | 1                |                   | 1   |
|       | GUA Guatemala                |                 | 1                |                   | 1   |
|       | PER Peru                     |                 | 1                |                   | 1   |
|       | PUR Porto Rico               |                 | 1                |                   | 1   |
| 21    | CHI Chile                    |                 |                  | 2                 | 2   |
|       | URU Uruguai                  |                 |                  | 2                 | 2   |
| 23    | PAN Panamá                   |                 |                  | 1                 | 1   |
|       | SKN São Cristóvão e Neves    |                 |                  | 1                 | 1   |
|       | VIN São Vicente e Granadinas |                 |                  | 1                 | 1   |
| TOTAL | TOTAL                        | 47              | 47               | 48                | 142 |